# Fruita, tovalló i lletera
Fruita, tovalló i lletera (Fruits, serviette et boîte à lait) és un oli sobre tela de 60 × 73 cm pintat per Paul Cézanne vers l'any 1880 i dipositat al Museu de l'Orangerie de París.

## Context històric i artístic
Com ha succeït amb Pomes i galetes, sovint hom ha datat aquesta pintura en funció del paper de la paret del fons, que apareix en diverses natures mortes entre el 1879 i el 1882. Però es tracta d'un indici de valor molt relatiu: la indicació més sòlida per a datar l'obra entorn del 1880 és el grau de llibertat que es pren Cézanne amb relació a les regles de la perspectiva.

## Descripció
Els motius que componen aquesta natura morta (el bagul, les pomes i el ganivet) i el paper de la paret del fons apareixen sovint en altres quadres de Cézanne i en múltiples variacions. Ací, l'artista trenca amb la perspectiva tradicional d'una manera que avui ja no sorprèn però que en aquell moment era del tot xocant. La tapa del bagul, aixecada cap al pla de la pintura, ja no forma un angle de 90 graus amb la paret; els objectes i les fruites disposades asimètricament sobre la tapa es veuen amuntegats els uns damunt dels altres, i no l'un darrere l'altre. Al mateix temps que cerca una definició nova -i revolucionària- de l'espai, Cézanne intenta modelar les formes amb exactitud, infonent presència i vida als objectes més humils:
| « | "Creiem que una sucrera no té fisonomia, no té ànima. Però són coses que canvien cada dia també... Aquests gots, aquests plats, parlen entre ells." | » |

Aquesta pintura sembla més austera que altres natures mortes de Cézanne: els colors són més apagats i en una gradació de tons verds, mentre que les línies són més geomètriques i accentuades pels patrons del paper pintat. No obstant això, és una mostra perfecta de l'estudi que Cézanne va fer sobre l'equilibri de les formes.